# Malmsjön (Grödinge socken, Södermanland)
Malmsjön är en sjö i Botkyrka kommun i Södermanland som ingår i Tyresån-Trosaåns kustområde. Sjön är 6 meter djup, har en yta på 0,84 kvadratkilometer och befinner sig 13 meter över havet. Sjön avvattnas av vattendraget Axån. Vid provfiske har bland annat abborre, björkna, braxen och gers fångats i sjön.
Malmsjön ingår i Kagghamraåns sjösystem. Sjön är övergödd på grund av näringsämnen från dagvatten från Vårsta och lakvatten från soptippen i Hall som når sjön via Skälbyån. Sjön har dock mycket god buffertkapacitet och har därför inte drabbats av försurning. Under sommaren 2002 uppnådde sjön pH-värde på 8,8.

## Delavrinningsområde
Malmsjön ingår i delavrinningsområde (656114-161500) som SMHI kallar för Utloppet av Malmsjön. Medelhöjden är 34 meter över havet och ytan är 11,75 kvadratkilometer. Det finns inga avrinningsområden uppströms utan avrinningsområdet är högsta punkten. Axån som avvattnar avrinningsområdet har biflödesordning 2, vilket innebär att vattnet flödar genom totalt två vattendrag innan det når havet efter 8,8 kilometer. Avrinningsområdet består mestadels av skog (46 procent), öppen mark (12 procent) och jordbruk (23 procent). Avrinningsområdet har 1,03 kvadratkilometer vattenytor vilket ger det en sjöprocent på 8,8 procent. Bebyggelsen i området täcker en yta av 1,1 kvadratkilometer eller 9 procent av avrinningsområdet.

## Fisk
Vid provfiske har följande fisk fångats i sjön:
- Abborre
- Björkna
- Braxen
- Gärs
- Gädda
- Löja
- Mört